# The Rare Breed
The Rare Breed is een Amerikaanse film uit 1966 onder regie van Andrew V. McLaglen.

## Cast
| Acteur         | Personage       |
| -------------- | --------------- |
| James Stewart  | Sam Burnett     |
| Maureen O'Hara | Martha Evans    |
| Brian Keith    | Alexander Bowen |
| Juliet Mills   | Hilary Price    |
| Don Galloway   | Jamie Bowen     |
| Ben Johnson    | Jeff Harter     |